# Cauchas leucocerella
Cauchas leucocerella is een vlinder uit de familie van de langsprietmotten (Adelidae). De wetenschappelijke naam van de soort is voor het eerst geldig gepubliceerd door Scopoli in 1763.
De soort komt voor in Europa.